# Эгри, Йожеф

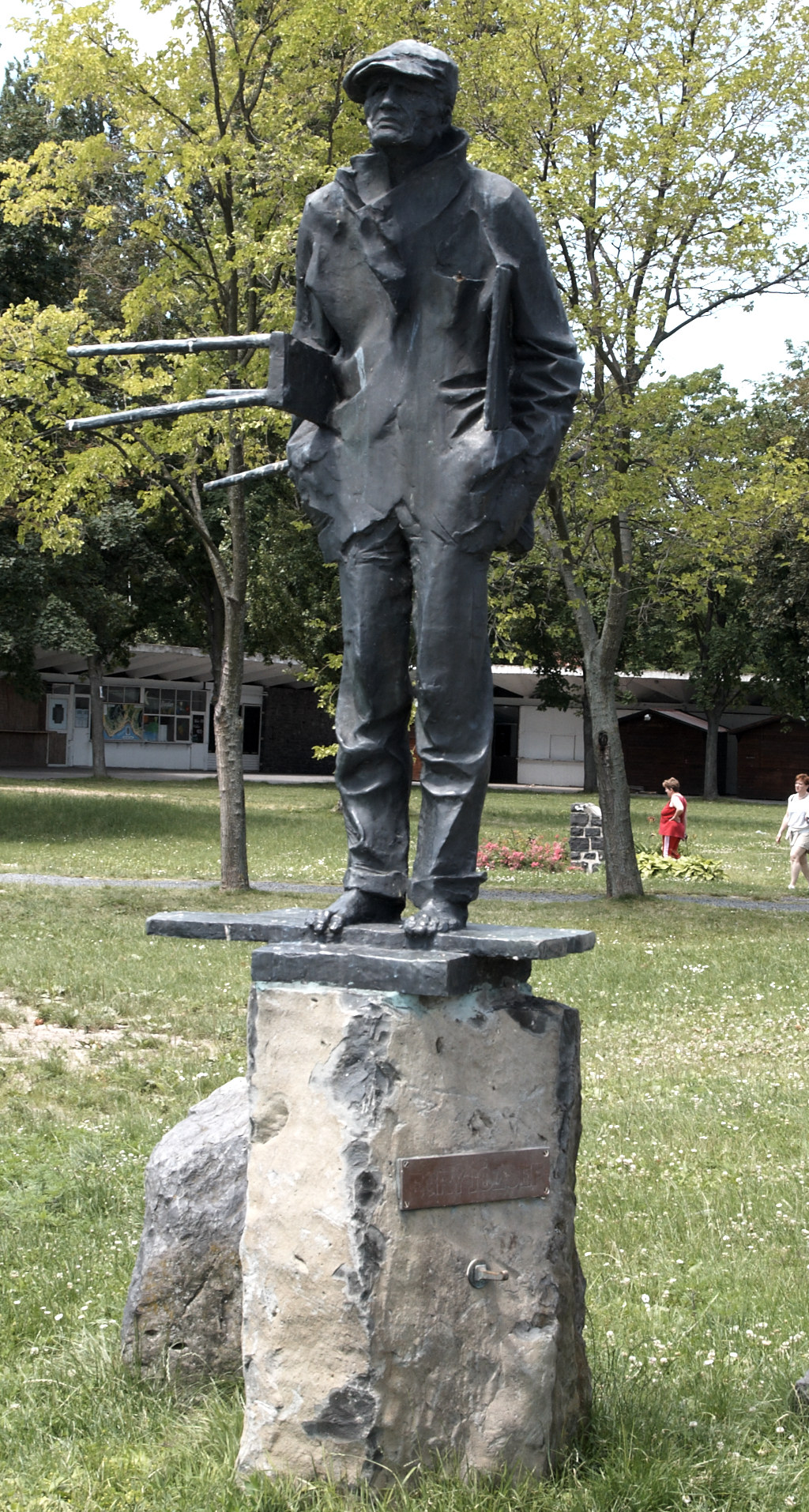
Памятник Йожефу Эгри у озера Балатон

Йожеф Эгри (1882, Австро-Венгрия (ныне медье Зала, Венгрия) — 19 июня 1951, Бадачоньтомай, медье Веспрем, Венгрия) — венгерский художник-импрессионист. Лауреат государственной Премии имени Кошута (1948). Видный представитель венгерского модернизма.

## Биография
Родился в дворянской семье.
Учился живописи у Кароя Ференци и Пала Синьеи-Мерше в Венгерской королевской школе рисования.
В 1904 году обучался в академиях художеств Мюнхена и Вены, затем в 1905 году — в Академии Жюлиана в Париже и в 1911 году в Брюсселе.
Во время Первой мировой войны некоторое время служил в армии, получил ранение.
После окончания войны в 1918 г. художник поселился возле озера Балатон, сначала в Кестхее, затем в Бадачоньтомае, где прожил вместе со своей семьей более тридцати лет. Именно здесь он определил направление своего художественного стиля.
Из-за ухудшения здоровья, связанного с полученным во время войны ранением, в 1930-х годах жил и творил в Италии, главным образом, в Сицилии.

## Награды
- Премия Эрнста (1924)
- Премия Общества Синьеи-Мерше (1926)
- Венгерская государственная Гран-при (1945)
- Премия Венгерского наследия (посмертно, 1998)
- В 1948 году в числе первых деятелей венгерской культуры получил государственную Премию имени Кошута.

## Творчество
Работы Й. Эгри были экспрессионистскими и конструктивистскими по своей природе.
Автор портретов, автопортретов, картин из жизни портовых грузчиков Сены и порта города Брюгге, но основной темой его полотен стали пейзажи озера Балатон, певцом которого называли живописца.
Активный участник художественных выставок. В 1909 году принял участие в коллективной выставке в Арт-хаусе. Его выставки проходили в Берлине (1926), Дрездене (1926), в галерее Тамаса (1928, 1930, 1933), в Музее Эрнста (1939). В 1951 году состоялась экспозиция его работ в Будапештской муниципальной галерее. В 1957 году картины Эгри были представлены на Всемирной выставке в Брюсселе.

## Память
- Именем Й. Эгри назван бульвар в Бадачоньтомае.
- В доме живописца открыт Мемориальный музей Йожефа Эгри.